# Autoba glaucochroa
Autoba glaucochroa là một loài bướm đêm trong họ Erebidae.